# Clidemia garcia-barrigae
Clidemia garcia-barrigae là một loài thực vật có hoa trong họ Mua. Loài này được Wurdack mô tả khoa học đầu tiên năm 1960.